# Liste de statues à Anvers
Cet article est une liste chronologique des statues d'Anvers. Sont reprises ici les œuvres tridimensionnelles situées dans l'espace public de la commune d'Anvers sous forme de sculptures, statues, monuments ou autres compositions.
| Date      | Description                                                 | Artiste                    | Emplacement                            | Ville                           | Matériau                   | Image                                                                   |
| --------- | ----------------------------------------------------------- | -------------------------- | -------------------------------------- | ------------------------------- | -------------------------- | ----------------------------------------------------------------------- |
| ?         | Semini                                                      | inconnu                    | Steen                                  | Anvers                          | pierre naturelle           | Bestand:Semini.png                                                      |
| 1707      | Statue de saint Nicolas                                     | inconnu                    | St-Nicolaasplaats                      | Anvers                          |                            |                                                                         |
| 1843      | Statue de Pierre Paul Rubens                                | Guillaume Geefs            | Groenplaats                            | Anvers                          | bronze                     | Bestand:Antwerpen_rubens_met_kathedraal4.jpg                            |
| 1856      | Statue d'Antoine van Dyck                                   | Léonard De Cuyper          | Meir-Leysstraat-Jezusstraat            | Anvers                          | pierre naturelle           | Bestand:Anthonie_van_dijck_9.jpg                                        |
| 1861/1869 | Statue de Pierre Coudenberg                                 | Pierre-Joseph De Cuyper    | Jardin des Plantes (nl), Leopoldstraat | Anvers                          | pierre naturelle           | Bestand:Peeter_van_Coudenberghe_(standbeeld).jpg                        |
| 1864      | Statue de Theodoor van Rijswijck (en)                       | Léonard De Cuyper          | parc municipal (nl)                    | Anvers                          |                            |                                                                         |
| 1865      | Statue équestre de Léopold Ier                              | Joseph Geefs               | Leopoldplaats                          | Anvers                          |                            |                                                                         |
| 1867      | Statue de David Teniers                                     | Joseph Ducaju              | Teniersplaats                          | Anvers                          | bronze                     |                                                                         |
| 1873      | Statue d'Henri Leys                                         | Joseph Ducaju              | Louiza-Marialei                        | Anvers                          | bronze                     |                                                                         |
| 1873      | Statue du roi Léopold II (en)                               | Joseph Ducaju              | Markt                                  | Ekeren                          | grès                       |                                                                         |
| 1880      | Statue de Jacob Jordaens                                    | Jules Pecher               | Oever                                  | Anvers                          | marbre                     |                                                                         |
| 1883      | Statue d'Hendrik Conscience                                 | Frans Joris                | Hendrik Conscienceplein                | Anvers                          | bronze                     | Bestand:Standbeeld_Hendrik_Conscience.JPG                               |
| 1887      | Fontaine de Brabo                                           | Jef Lambeaux               | Grand-Place                            | Anvers                          | bronze                     | Bestand:Brabofontein in front of Antwerp City Hall - by Craig Wyzik.jpg |
| 1892      | Monument à Jan Van Beers                                    | Alfred Crick               | Rubenslei                              | Anvers                          | pierre naturelle et bronze |                                                                         |
| 1893      | Arbeid Vrijheid                                             | Constantin Meunier         | Grand-Place                            | Anvers                          | bronze                     | Bestand:Dokwerker.JPG                                                   |
| 1898      | Statue de Charles Darwin                                    | Jef Lambeaux               | Zoo d'Anvers                           | Anvers                          | bronze                     | Monument Charles Darwin, Antwerpen                                      |
| 1904      | Statue de Constant De Deken                                 | Jean-Marie Hérain          | Bist                                   | Wilrijk                         | bronze                     |                                                                         |
| 1905      | Statue de Frédéric de Merode                                | Josué Dupon                | Frederik de Merodeplein                | Anvers                          | bronze                     |                                                                         |
| 1906      | Monument aux bâtisseurs de la cathédrale d'Anvers           | Jef Lambeaux               | Handschoenmarkt (nl)                   | Anvers                          |                            |                                                                         |
| 1906      | Statue de Lodewijk van Berken                               | Frans Joris                | Leysstraat/Jezusstraat                 | Anvers                          | bronze                     |                                                                         |
| 1913      | Monument au baron Dhanis                                    | Frans Joris                | Amerikalei                             | Anvers                          | bronze                     |                                                                         |
| 1953      | Statue de Jan Olieslagers                                   | Willy Kreitz               | Luchthavenlei                          | Deurne                          |                            |                                                                         |
| 1963      | Lange Wapper                                                | Albert Poels (nl)          |                                        | Anvers                          | bronze                     | Bestand:Antwerp_Belgium_Lange-Wapper-01.jpg                             |
| 1971      | Statue de Camille Huysmans                                  | Idel Ianchelevici          | Camille Huysmanslaan                   | Anvers                          | bronze                     |                                                                         |
| 1976      | Den Deugniet                                                | Luc Verlee                 | Korte Gasthuisstraat                   | Anvers                          | Bronze                     | Bestand:Denkmal_"Deugniet".jpg                                          |
| 1985      | Nello et Patrasche                                          | Yvonne Bastiaens           | Kapelstraat                            | Hoboken                         |                            |                                                                         |
| 1994      | Statue de Willem Elsschot                                   | Wilfried Pas (nl)          | Mechelseplein                          | Anvers                          | bronze                     |                                                                         |
| 1998      | Statue du tsar Pierre Ier le Grand (ru)                     | Gueorgui Frangoulian (ru)  | Kloosterplein                          | Anvers                          | bronze                     |                                                                         |
| 1998      | Statue de Paul van Ostaijen                                 | Wilfried Pas (nl)          | Pottenbrug                             | Anvers                          | bronze                     |                                                                         |
| 1999      | Statue du roi Baudouin                                      | Wilfried Pas (nl)          | Frederik van Eedenplein                | Anvers                          | Bronze                     | Bestand:Denkmal_König_Boudouin_Antwerpen.jpg                            |
| 2006      | Touch the clouds                                            | Luk van Soom (nl)          | Venusstraat                            | Campus de l'Université d'Anvers | bronze                     | Bestand:Touch_the_clouds_(2006)_-_Luk_Van_Soom_september_2022.jpg       |
| 2012      | Statue de Guillaume le Taciturne et Philippe de Marnix (nl) | Jean-Paul Laenen           | KMSKA                                  | Anvers                          |                            |                                                                         |
| 2015      | Statue de Jean Stampe                                       | Tom Frantzen               | Aéroport d'Anvers                      | Deurne                          |                            |                                                                         |
| 2016      | Nello et Patrasche                                          | Batist Vermeulen           | Handschoenmarkt (nl)                   | Anvers                          | pierre naturelle           | Bestand:Nello_en_Petrasche.jpg                                          |
| ?         | Saint-Georges                                               | Jef Lambeaux               | Grote Markt                            | Anvers                          | bronze                     | Bestand:Sint-Joris_-_by_frank_wouters.jpg                               |
| ?         | Brabo                                                       | inconnu                    | Cogels-Osylei                          | Zurenborg (en)                  | bronze                     | Bestand:Zurenborg_Brabo.jpg                                             |
| ?         | Statue d'Augustine Pautre                                   | Carla Kamphuis-Meijer (nl) | Bonapartedok                           | Anvers                          | bronze                     |                                                                         |